# James Bassham
James Alan Bassham (* 26. November 1922 in Sacramento (Kalifornien); † 19. November 2012 in El Cerrito, Kalifornien) war ein US-amerikanischer Biochemiker. Er ist mit Melvin Calvin und Andrew Alm Benson der Entdecker des Calvin-Zyklus des photosynthetischen Stoffwechsels der Pflanzen.
Bassham studierte Chemie an der University of California, Berkeley mit dem Bachelor-Abschluss 1945 und der Promotion (Ph.D.) 1949 bei Melvin Calvin. Dort am Lawrence Radiation Laboratory geschah die Arbeit zum Calvin-Zyklus (oder Calvin-Benson-Bassham-Zyklus) mit Calvin und Benson.  Er war von 1949 bis 1977 in der Gruppe für bio-organische Chemie des Lawrence Berkeley National Laboratory der University of California. 1978 bis zur Pensionierung 1985 war er Abteilungsleiter (Chemical Biodynamics) und 1988 ging er in Pension und war Berater des Labors. Außerdem war er 1957 bis 1959 Lecturer in Berkeley und 1972 bis 1980 Adjunct Professor für Biochemie.
Später befasste er sich mit der Regulierung des Stoffwechsels und der Genexpression in photosynthetischen Pflanzenzellen.
1956/57 war er Gastwissenschaftler an der Universität Oxford als Fellow der National Science Foundation und 1968/69 Gastprofessor an der Universität Hawaii.
Er war Mitglied der American Association for the Advancement of Science.
Er war seit 1956 verheiratet und hatte fünf Kinder.

## Schriften
- mit Calvin: The path of carbon in photosynthesis, in: Handbuch der Pflanzenphysiologie, Springer 1960, S. 884–922
- Mapping the carbon reduction cycle: A personal retrospective, Photosynthesis Research, Band 76, 2003, S.  35–52.

Die Forschung zum Calvin-Zyklus wurde in einer langen Reihe von Arbeiten von Calvin und Kollegen (darunter teilweise auch Bassham) Mitte der 1940er bis Mitte der 1950er Jahre zum Beispiel im J. Am. Chem. Soc., J. Biolog. Chem. veröffentlichte (unter dem Reihentitel The path of carbon in photosynthesis).